# Campeonato Europeo de Pentatlón Moderno de 2009
El XVIII Campeonato Europeo de Pentatlón Moderno se celebró en Leipzig (Alemania) entre el 25 y el 30 de junio de 2009. Fue organizado por la Unión Internacional de Pentatlón Moderno (UIPM) y la Federación Alemana de Pentatlón Moderno.

## Sedes
Las competiciones se efectuaron en tres instalaciones de la ciudad alemana:
| Deporte  | Instalaciones                         | Capacidad |
| -------- | ------------------------------------- | --------- |
| Tiro     | Sportforum Center                     |           |
| Esgrima  | Arena Lepzig                          |           |
| Natación | Piscinas de la Universidad de Leipzig |           |
| Hípica   | Sportforum Center                     |           |
| Carrera  | Sportforum Center                     |           |

## Masculino

### Individual
| Puesto | Atleta         | País            | ESG | NAT  | HÍP  | COMB | Total |
| ------ | -------------- | --------------- | --- | ---- | ---- | ---- | ----- |
| Oro    | Ondřej Polívka | República Checa | 952 | 1300 | 1182 | 2628 | 6060  |
| Plata  | Ilia Frolov    | Rusia           | 904 | 1328 | 1160 | 2644 | 6036  |
| Bronce | Ádám Marosi    | Hungría         | 880 | 1344 | 1200 | 2608 | 6032  |

### Equipos
| Puesto | País            | ESG  | NAT  | HÍP  | COMB | Total  |
| ------ | --------------- | ---- | ---- | ---- | ---- | ------ |
| Oro    | Lituania        | 2640 | 3896 | 3432 | 7732 | 17.700 |
| Plata  | República Checa | 2472 | 3904 | 3440 | 7852 | 17.668 |
| Bronce | Bielorrusia     | 2448 | 3816 | 3448 | 7764 | 17.476 |

### Por relevos
| Puesto | Atletas                                             | País            | ESG | NAT  | HÍP  | COMB | Total |
| ------ | --------------------------------------------------- | --------------- | --- | ---- | ---- | ---- | ----- |
| Oro    | Edvinas Krungolcas Tadas Žemaitis Justinas Kinderis | Lituania        | 920 | 1272 | 1110 | 3336 | 6638  |
| Plata  | Róbert Németh Péter Tybolya Ádám Marosi             | Hungría         | 872 | 1284 | 1094 | 3332 | 6582  |
| Bronce | Ondřej Polívka Michal Sedlecký Martin Dvořák        | República Checa | 808 | 1252 | 1150 | 3268 | 6478  |

## Femenino

### Individual
| Puesto | Atleta                 | País        | ESG  | NAT  | HÍP  | COMB | Total |
| ------ | ---------------------- | ----------- | ---- | ---- | ---- | ---- | ----- |
| Oro    | Amélie Caze            | Francia     | 1024 | 1216 | 1156 | 2256 |       |
| Plata  | Heather Fell           | Reino Unido | 832  | 1176 | 1200 | 2408 | 5616  |
| Bronce | Evdokia Grechishnikova | Rusia       | 1024 | 1084 | 1140 | 2340 | 5588  |

### Equipos
| Puesto | País        | ESG  | NAT  | HÍP  | COMB | Total  |
| ------ | ----------- | ---- | ---- | ---- | ---- | ------ |
| Oro    | Reino Unido | 2568 | 3448 | 3500 | 6760 | 16.316 |
| Plata  | Rusia       | 2880 | 3312 | 3212 | 6716 | 16.120 |
| Bronce | Hungría     | 2688 | 3600 | 3012 | 6532 | 15.832 |

### Por relevos
| Puesto | Atletas                                                   | País            | ESG  | NAT  | HÍP  | COMB | Total |
| ------ | --------------------------------------------------------- | --------------- | ---- | ---- | ---- | ---- | ----- |
| Oro    | Lucie Grolichová Natálie Dianová Sylvie Černá             | República Checa | 832  | 1052 | 1150 | 2664 | 5698  |
| Plata  | Vera Feshchenko Evdokia Grechishnikova Polina Struchtkova | Rusia           | 1014 | 1048 | 968  | 2616 | 5646  |
| Bronce | Paulina Boenisz Sylwia Czwojdzińska Edyta Małoszyc        | Polonia         | 832  | 932  | 1178 | 2676 | 5618  |

## Medallero
| Núm. | País            | Oro | Plata | Bronce | Total |
| ---- | --------------- | --- | ----- | ------ | ----- |
| 1    | República Checa | 2   | 1     | 1      | 4     |
| 2    | Lituania        | 2   | 0     | 0      | 2     |
| 3    | Reino Unido     | 1   | 1     | 0      | 2     |
| 4    | Francia         | 1   | 0     | 0      | 1     |
| 5    | Rusia           | 0   | 3     | 1      | 4     |
| 6    | Hungría         | 0   | 1     | 2      | 3     |
| 7    | Bielorrusia     | 0   | 0     | 1      | 1     |
| 7    | Polonia         | 0   | 0     | 1      | 1     |
|      | TOTAL           | 6   | 6     | 6      | 18    |